# Batemannia colleyi
Batemannia colleyi er en orkideart som blev beskrevet af John Lindley. Batemannia colleyi indgår i slægten Batemannia, og familien Orchidaceae. Ingen underarter findes oplistet i Catalogue of Life.
| Botanik | Spire Denne botanikartikel er en spire som bør udbygges. Du er velkommen til at hjælpe Wikipedia ved at udvide den. |